# Ouvrage du Bambesch
Le Petit Ouvrage du Bambesch est un ouvrage fortifié de la ligne Maginot situé dans le secteur fortifié de Faulquemont, dans le département de la Moselle, près de la commune de Bambiderstroff, qui en est maintenant propriétaire. Le Bambesch est régulièrement ouvert aux visiteurs sous l'égide d'une association "Les Guides Du Bambesch".

## Position sur la ligne
Le Bambesch et son voisin immédiat, le Kerfent (au nord) sont les sentinelles de la route nationale 3. À eux deux, ils protégeaient ce passage important sur le plateau de Zimming où on se proposait de stopper l'ennemi. Il est en liaison (non souterraine) vers le sud avec le groupe des « casemates de Bambiderstroff » qui assure la continuité des feux avec le prochain ouvrage : l'Einseling. À noter que le bois du Bambesch était occupé par des unités d'intervalles, qui y ont construit des blockhaus et creusé des tranchées que l'on peut toujours observer de nos jours.

## Description
L'ouvrage est composé en surface de trois blocs de combat, dont l'un sert aussi de bloc d'entrée (bloc 3), avec en souterrain des magasins à munitions (M2), des réservoirs d'eau et de gazole, mais également une réserve de nourriture, des installations de ventilation et de filtration de l'air, une usine électrique, une caserne, une infirmerie, le tout relié par des galeries profondément enterrées. L'énergie est fournie par deux groupes électrogènes, composés chacun d'un moteur Diesel Renault 6-115 (six cylindres, délivrant 54 ch à 750 tr/min) couplé à un alternateur. Le refroidissement des moteurs se fait par circulation d'eau.
Les blocs sont numérotés de 1 à 3 :
- bloc 1 : bloc de combat cuirassé, équipé d'une tourelle de mitrailleuses modifiée pour arme mixte en 1940 (par ajout d'un canon de 25 mm antichar). Une cloche GFM (guetteur fusil-mitrailleur) complète sa défense et permet l'observation des alentours ; une prise et une extraction d'air sont visibles sur le dessus du bloc sous forme de "champignons" en acier.
- bloc 2 : bloc casemate situé au sud, équipé de deux créneaux pour jumelages de mitrailleuses dont l'un peut être remplacé par un canon antichar de 47 mm, d'une cloche GFM et d'une cloche lance-grenades. Il possède aussi deux créneaux pour fusil mitrailleur pour sa défense rapprochée. Une entrée (porte blindée) est installée vers l'arrière et le fossé diamant abrite une sortie de secours.
- bloc 3 : bloc casemate équipé d'une entrée (porte blindée). Il est équipé de deux créneaux pour jumelages de mitrailleuses dont l'un peut être remplacé par un canon antichar de 47 mm, et de deux cloches GFM. Pour sa défense rapprochée, il dispose de trois créneaux pour fusil mitrailleur (dont un à l'intérieur du sas d'entrée). Un fossé diamant abrite également une sortie de secours.

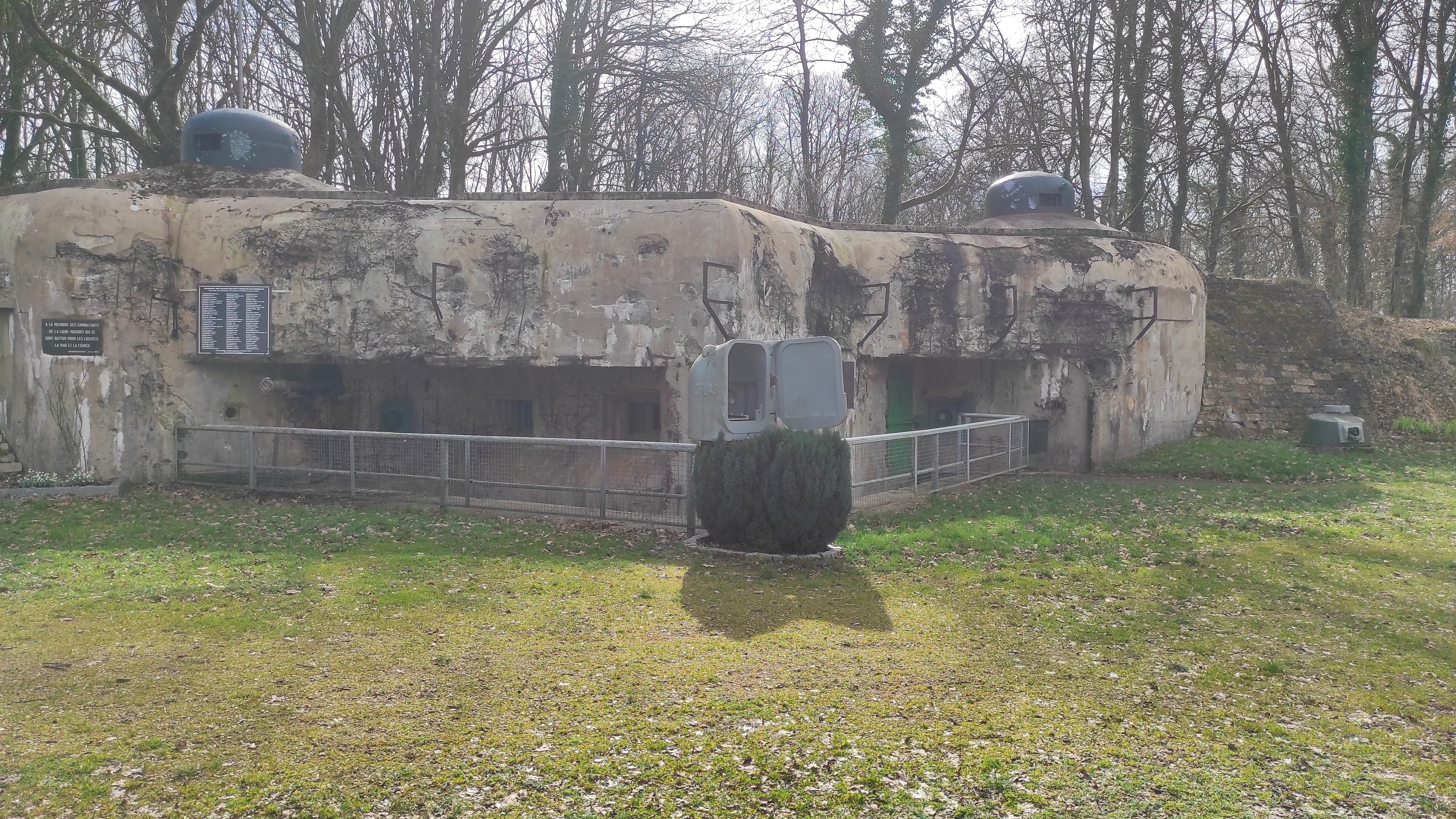
Le bloc 3 du Petit Ouvrage du Bambesch en mars 2024.

Selon les plans d'origine, le Bambesch aurait dû recevoir une entrée séparée et un bloc pour une tourelle de mortiers de 81 mm. L'absence de cet armement se fera cruellement ressentir en 1940. Ceci est dû aux restrictions budgétaires qui surviennent à cette période.

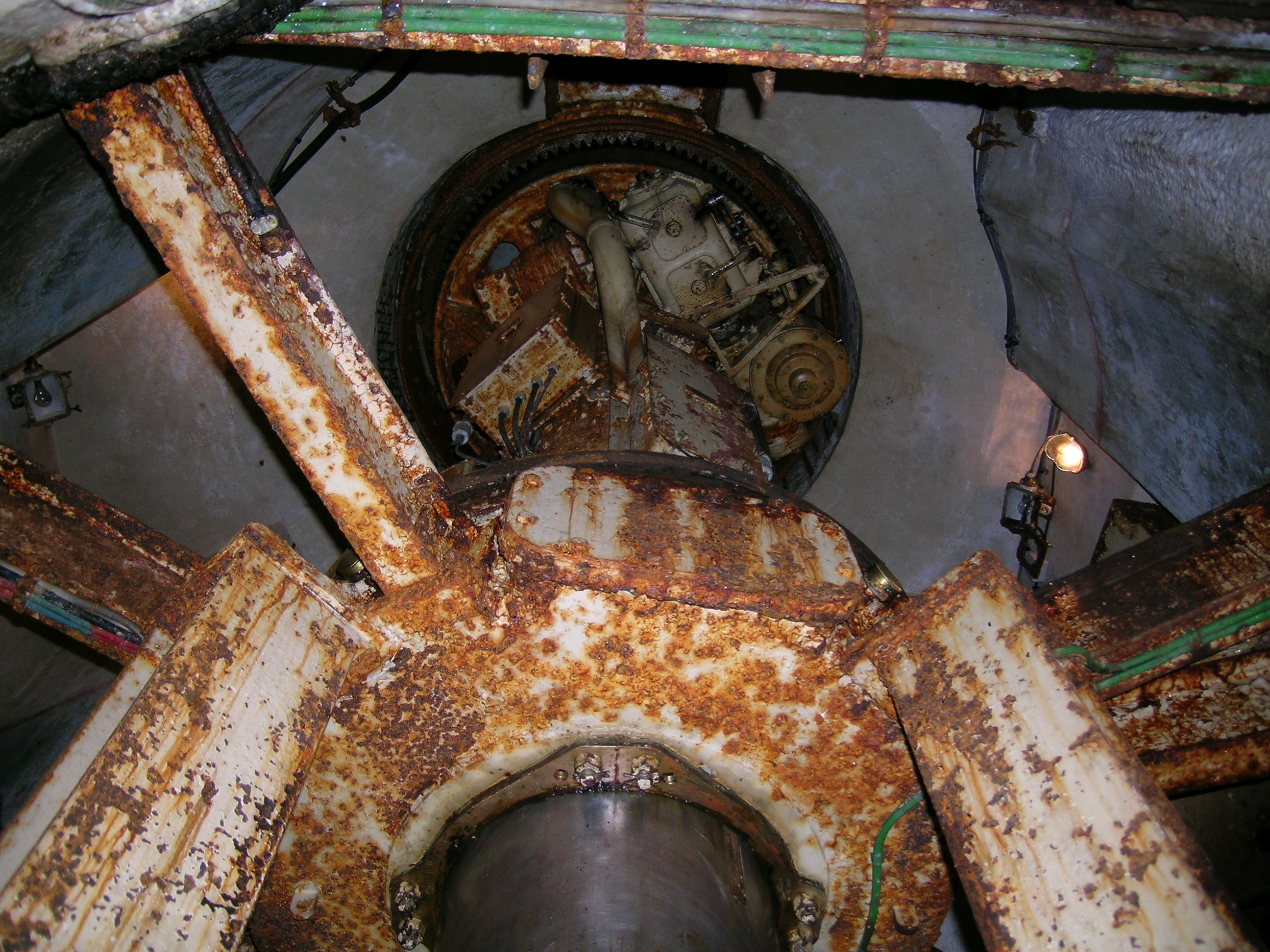
Étage intermédiaire de la tourelle de mitrailleuses du bloc 1.
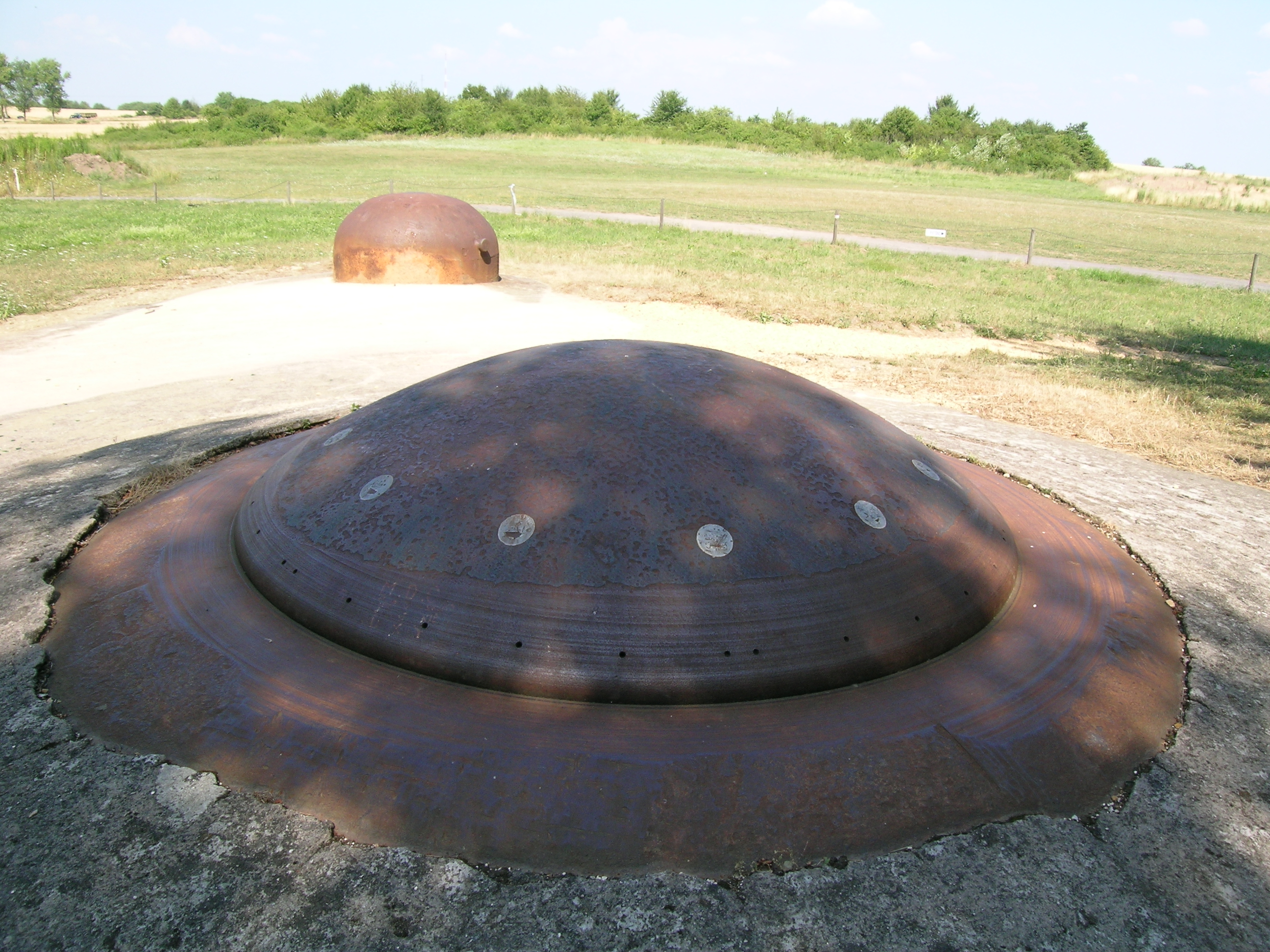
Dessus du bloc 1 : tourelle de mitrailleuses en position d'éclipse et la cloche GFM en fond.

## Histoire

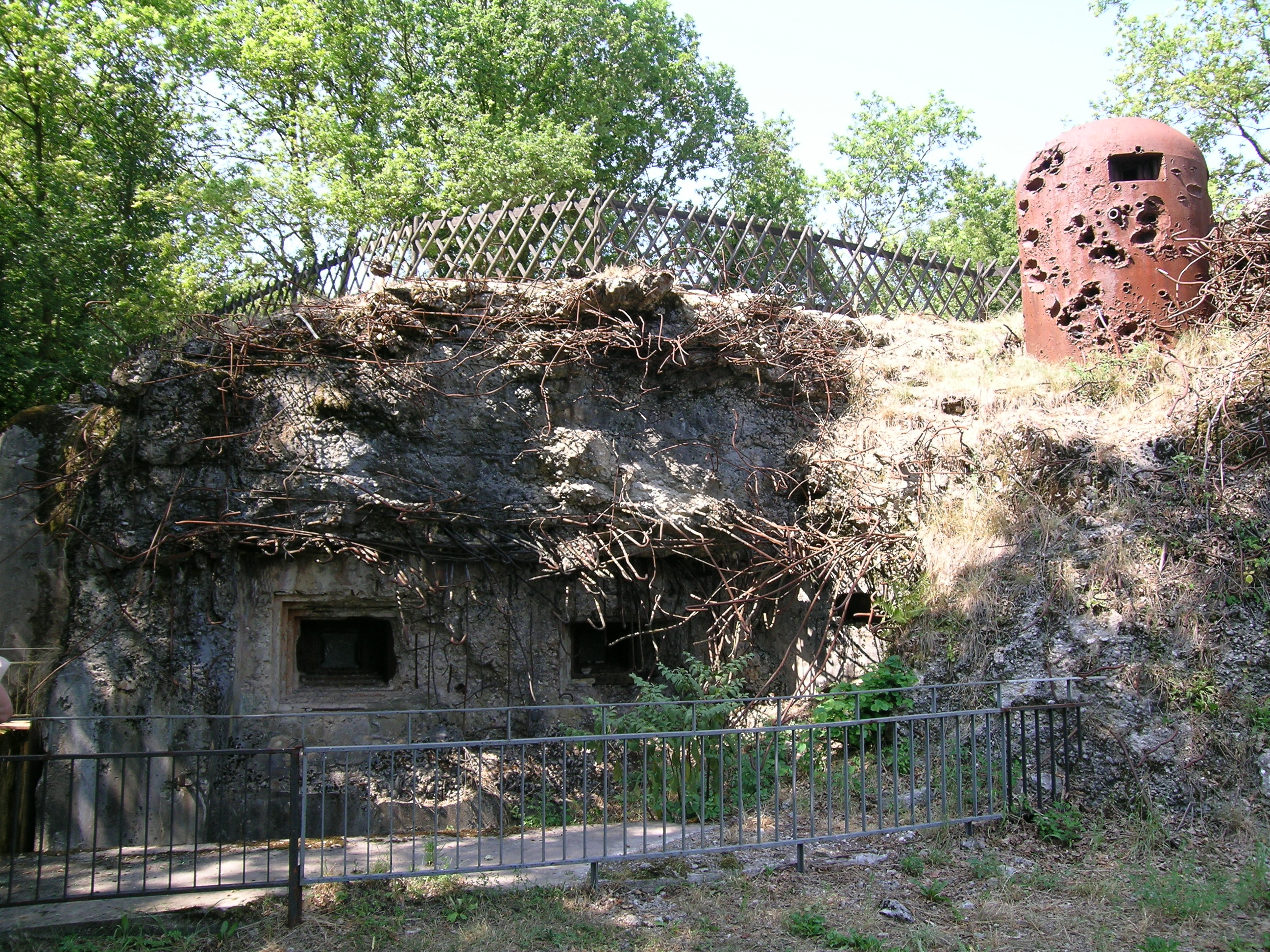
Façade du bloc 2 fouillée par les obus percutants allemands (en 2006).

La défense du secteur fortifié de Faulquemont est totalement remise en question quand, dans la nuit du 13 au 14 juin 1940, les régiments d'intervalles qui protégeaient les abords des ouvrages reçoivent l'ordre d'évacuer leurs positions et de se replier vers les Vosges. Le lendemain, le 15 juin 1940, l'ensemble des casemates du secteur sont également évacuées. Les ouvrages restent seuls et les hommes entendent à la radio l'annonce d'un prochain armistice demandé par le maréchal Pétain.
Les Allemands de la 167. Infanterie Division allemande parviennent sans encombre sur les arrières de la position et passent à l'attaque le 20 juin 1940. Pendant plusieurs heures, des canons de 88 mm Flak s'en prennent au malheureux bloc 2 qui ne peut pas faire grand-chose pour se défendre et encaisse les coups. Malgré les tirs de soutien du Kerfent et de l'Einseling, le bloc est démoli et les hommes doivent l'abandonner pour se réfugier dans les galeries souterraines.
Dans l'ouvrage, la situation devient critique, le système de ventilation est endommagé et les hommes s'en inquiètent. Des soldats allemands parviennent jusqu'aux abords du bloc 3. Au bloc 1, la tourelle de mitrailleuses connaît des défaillances. Au vu de ces faits, le lieutenant André Pastre, commandant du Bambesch, décide de se rendre, voulant éviter de risquer inutilement la mort de l'équipage par asphyxie, comme cela s'était produit à l'ouvrage de La Ferté en mai 1940.
Profitant de ce succès, les Allemands attaqueront le lendemain le Kerfent et l'Einseling, avec des résultats variables.
En novembre 1944, des combats auront lieu au même endroit lors de l'arrivée des forces américaines qui fonçaient vers Saint-Avold. De nombreux soldats allemands seront capturés dans le bois du Bambesch. Le bloc 3, d'où devait émaner une certaine résistance, a reçu plusieurs obus américains qui expliquent l'état dans lequel il se trouve aujourd'hui, les combats de juin 1940 ne l'ayant pratiquement pas endommagé (des photos d'époque montrent le bloc 3 intact après les combats de 1940, portant un ou deux impacts au-dessus de la chambre de tir et un au-dessus de la porte ; de même, la niche blindée abritant le projecteur était toujours debout).

## Visite de l'ouvrage
L'ouvrage du Bambesch, entretenu par le Génie après la guerre, est finalement racheté par la commune de Bambiderstroff. En 1974, pour la première fois, un ouvrage de la ligne Maginot est ouvert au public.
Les visites sont assurées dans un premier temps par les Sapeurs pompiers de Bambiderstroff. C'est ensuite l’Association des Guides du Bambesch qui prend le relais. L'ouvrage est ouvert deux dimanches sur quatre au printemps et en été (globalement d'avril à fin septembre), ou sur rendez-vous hors-calendrier pour les groupes. On peut également se renseigner auprès de la commune de Bambiderstroff ou l'Office de Tourisme de Saint-Avold.